# شتورمجيشوتس 4
شتورمجيشوتس 4 (StuG IV) (Sd.Kfz. 167)، كان مدفع هجومي ألماني معتمد على هيكل دبابة بانزر-4 المستخدمة في الجزء الأخير من الحرب العالمية الثانية. كان متطابقًا في الدور والمفهوم مع المدفع الهجومي شتورمجيشوتس 3 الناجح للغاية المعتمد على هيكل دبابة بانزر-3. تم منح كلا طرازات StuG دورًا مدمرًا للدبابات حصريًا في التشكيلات الألمانية والتخطيط التكتيكي في العامين الأخيرين من الحرب، مما زاد زيادة كبيرة من قدرة قوة الدبابات المتضائلة المتاحة للجيش الألماني على الجبهتين الشرقية والغربية. 

## تطوير

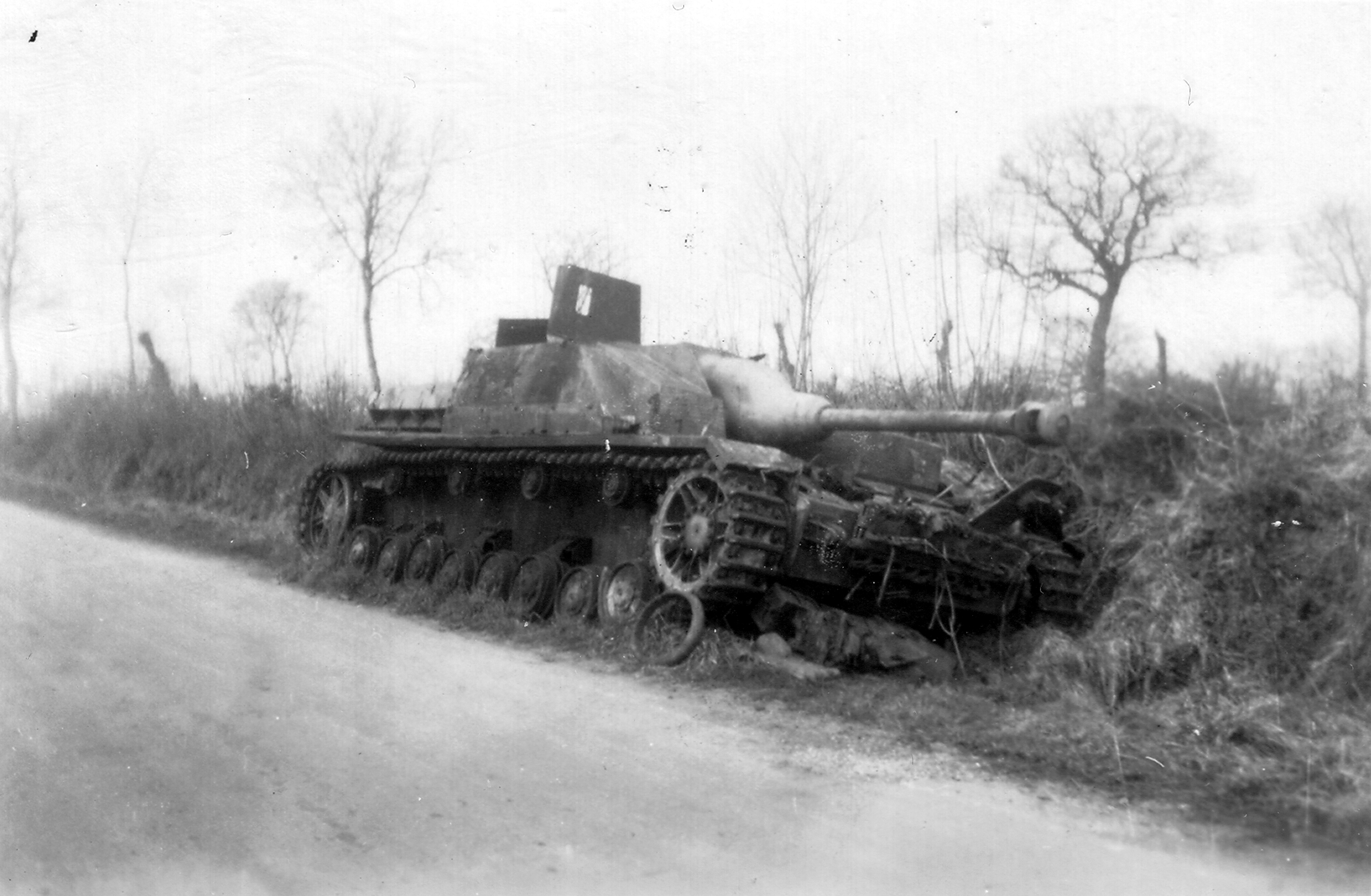
StuG IV مدمرة وتم التخلي عنها في نورماندي، 1944.

ال Sturmgeschütz IV نتج عن جهد كروب لتزويد مدفع هجومي. نظرًا لأن كروب لم تبني بانزر-3أس، فقد استخدموا هيكل بانزر-4 بالاشتراك مع الهيكل العلوي لشتورمجيشوتس 3 المعدل قليلاً. 
أول اقتراح معروف لـ Sturmgeschütz على هيكل دبابة بانزر 4 هو في رسم كروب رقم W1468 بتاريخ فبراير 1943. رسم هذا الرسم الأولي وحدة Sturmgeschütz Ausf القديمة. البنية الفوقية على هيكل دبابة بانزر 4. كان لهذا الاقتراح هيكل علوي منحدر مائل بوزن قتالي يبلغ 28.26 طنًا. تخلت عنه كروب في فبراير 1943 لأنها كانت ثقيلة جدًا. تم إيقاف خطط StuG IV. 
خلال مؤتمر الفوهرر في الفترة من 19 إلى 22 أغسطس 1943، بعد معركة كورسك، شاهد هتلر تقارير عن تفوق StuG III المبني على هيكل دبابة بانزر 4 عند استخدامه في دور دعم المشاة والدفاع التكتيكي. مقتنعًا بأن إصدار مدمرة دبابات سيكون أفضل من إصدار دبابة، خطط هتلر لتحويل إنتاج دبابة بانزر 4 إلى إنتاج "Panzerjäger IV" في أقرب وقت ممكن. ركب نفس المدفع من عيار  7.5 سم L / 70 الذي يستخدم لدبابة تايجر2. مصنع آخر، قام Vomag ببناء نموذج أوليين من Panzerjäger IV مزودين بمدفع 7.5   سم L / 48 وعرضها في 20 أكتوبر 1943. تم إعادة تسميتها لاحقًا باسم ياجبانزر4 أوسف.أف.  
في نوفمبر 1943، عانت Alkett، الشركة المصنعة لـ StuG III ، من ضرر بسبب غارة قصف الحلفاء. أنتجوا 255 StuG III في أكتوبر 1943، ولكن في ديسمبر انخفض الإنتاج إلى 24 مركبة فقط. مؤتمر عقد في الفترة من 6 إلى 7 ديسمبر 1943، تناول الحلول الممكنة لهذه المشكلة. رحب هتلر باقتراح أخذ الهيكل العلوي StuG III وتركيبه على هيكل Panzer IV. يمكن تصنيع StuG IV بشكل أسرع من Jagdpanzer IV في ذلك الوقت. أعاد هذا تشغيل مشروع Sturmgeschütz IV. هذه المرة، البنية الفوقية ل StuG III Ausf. تم تركيب G على هيكل Panzer IV 7، مع إضافة صندوق مقصورة للسائق. كان الوزن القتالي 23000 كجم، أخف من 23900   كجم لStuG III Ausf. بين 16 و17 ديسمبر 1943، تم عرض StuG IV على هتلر ووافق عليه. لتعويض العجز الكبير في إنتاج StuG III، تم الآن إنتاج StuG IV واخذ الدعم كاملاً. 
من ديسمبر 1943 إلى مايو 1945، قامت كروب ببناء 1108 StuG IVs وتحويل 31 إضافيًا من هياكل دبابة بانزر 4 التي دمرتها المعارك. في حين أن الرقم أصغر من 10000+ StuG III، استكمل StuG IV وقاتل مع StuG III خلال 1944 – 45، عندما كانت هناك حاجة ماسة. 

## التصميم
أصبح StuG IV معروفًا بأنه قاتل دبابات فعال، خاصة على الجبهة الشرقية. 
كان لديه طاقم مكون من أربعة رجال، وتم إصداره بشكل رئيسي إلى فرق المشاة. 
- قائد في البدن الخلفي الأيسر
- مدفعي في مركز اليسار بدن
- محمل قذائف في الهيكل الخلفي الأيمن
- سائق في البدن الأمامي الأيسر

## المركبات الناجية
هناك حاليًا ثلاثة أمثلة باقية من StuG IV. 